# Омутнинск
Омутни́нск — город в Кировской области России, административный центр Омутнинского района.

## Информация
Город Омутнинск расположен в Приуралье, на склонах Верхнекамской возвышенности, в северо-восточной части Кировской области, в месте пересечения реки Омутной (приток Вятки) с железной дорогой. Железнодорожная станция Стальная на участке Яр — Верхнекамская. Расстояние до областного центра по железной дороге — 232 км. В современном Омутнинске действуют металлургический завод, предприятия деревообрабатывающей и пищевой промышленности.
Основан как посёлок в связи со строительством на реке Омутной (Омутнице) в 1773 году чугуноплавильного завода и назван Осокино по фамилии основателя подполковника Ивана Осокина. Но вскоре в употреблении закрепилось название по реке: Омутнинский Завод. Гидроним Омутная происходит от слова омут «глубокая яма на дне реки; водоворот на глубоком месте».
Получил статус города в 1921 году.

## Климат
Преобладает умеренно континентальный климат. Самый холодный месяц январь со средней температурой −15.0 °C. Самый теплый месяц — июль, со средней температурой 18,1 °C.
Среднегодовое количество осадков — 685 мм.

## История

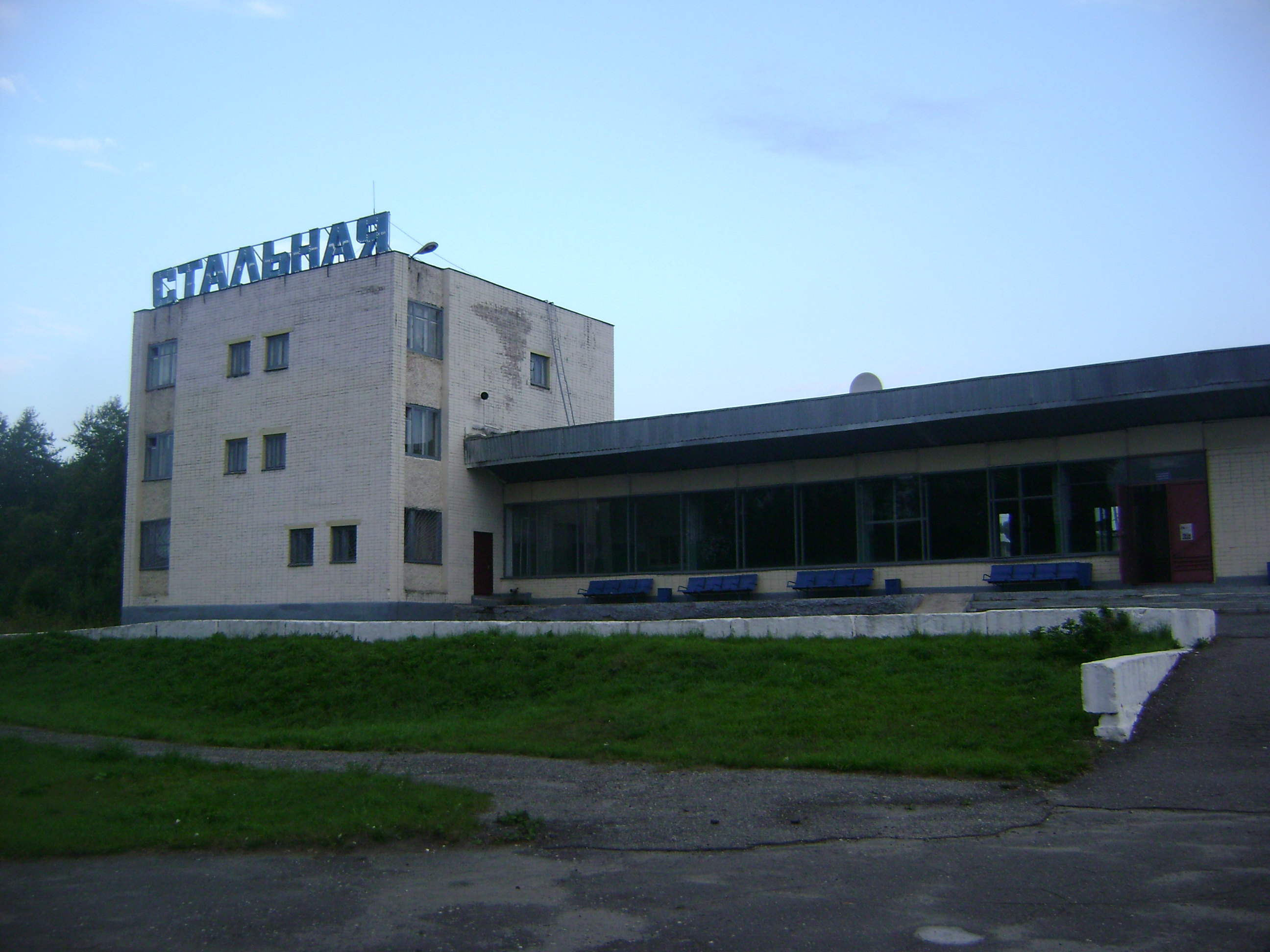
Вокзал станции Стальная

Поселение было образовано в 1773 при строительстве железоделательного завода на реке Омутной. В 1775 году была получена первая плавка.
В 1853 году был построен храм Александра Невского.
В 1861 году на заводе были построены вторая доменная печь и пудлингово-сварочный цех.
В 1912 году в Омутнинске старообрядцами-поповцами был построен храм во имя Покрова Пресвятой Богородицы. В 1913 году Омутнинский завод из частного владения был передан акционерному обществу Северо-Вятских горных заводов.
Посёлок стал одним из центров вятского старообрядчества. В 1880—1918 центр Омутнинского горного округа. В Первую мировую войну в посёлке Омутнинский Завод размещались военнопленные (немцы, австрийцы, венгры). В феврале 1918 года установлена советская власть.
В 1921 году Омутнинск получил статус города. Уездный город Вятской губернии (1921—1929) Омутнинский уезд, районный центр Нижегородского (с 1932 — Горьковского) края (1929—1934), Кировского края (1934—1936), с 1936 — Кировской области.
В 1929 году был создан Омутнинский леспромхоз.
В 1930 году в городе вышел первый выпуск газеты «Голос рабочего»(позднее переименована в «Ленинец», в настоящее время носит название «Наша жизнь»). В этом же году начало работу педагогическое училище.
В 1931 году построена железнодорожная ветка Яр-Стальная и на станцию Стальная прибыл первый паровоз.
В 1935 году в городе открылось медицинское училище.
В 1974 году была образована «Омутнинская научная опытно-промышленная база» в составе ГУ «Биопрепарат» (находится в посёлке Восточный). До 1990 года на ней проводились научно-исследовательские и экспериментальные работы в интересах Министерства обороны СССР.
В 1996 году открылось круглогодичное автомобильное движение по асфальтобетонной дороге Омутнинск — Белая Холуница — Киров.
В 1991 году была построена Покровская церковь старообрядческой общины, в 1997 году — храм во имя Святой Троицы.
В 2004 году открылось сквозное движение по трассе Кострома-Пермь, проходящей через город, в 2017 году дорога передана в федеральное управление и получила наименование Р-243.
В 2008 году начала выходить газета «Омутнинские вести+». В 2022 году газета и её сайт закрылись.

## Население
| 1926    | 1931    | 1939    | 1959    | 1967    | 1970    | 1979    | 1989    |
| ------- | ------- | ------- | ------- | ------- | ------- | ------- | ------- |
| 6400    | ↗7300   | ↗17 400 | ↗24 789 | ↗27 000 | ↗28 777 | ↘28 497 | ↗29 248 |
| 1992    | 1993    | 1996    | 1998    | 2001    | 2002    | 2003    | 2005    |
| ↗29 600 | →29 600 | ↘29 200 | ↘29 000 | ↘28 900 | ↘26 065 | ↗26 100 | ↘25 400 |
| 2006    | 2007    | 2008    | 2009    | 2010    | 2011    | 2012    | 2013    |
| ↘25 100 | ↘25 000 | ↘24 800 | ↘24 543 | ↘23 615 | ↘23 600 | ↘23 195 | ↘22 892 |
| 2014    | 2015    | 2016    | 2017    | 2018    | 2019    | 2020    | 2021    |
| ↘22 722 | ↘22 530 | ↘22 442 | ↘22 317 | ↘22 009 | ↘21 844 | ↘21 633 | ↘19 629 |

На 1 января 2025 года по численности населения город находился на 688-м месте из 1124 городов Российской Федерации.

## Экономика
- Омутнинский металлургический завод.
- Деревообрабатывающая промышленность.
- Пищевая промышленность.

## Достопримечательности
- Заводской музейно-выставочный центр;
- Набережная Омутнинского пруда;
- Кафедральный Свято-Троицкий собор.

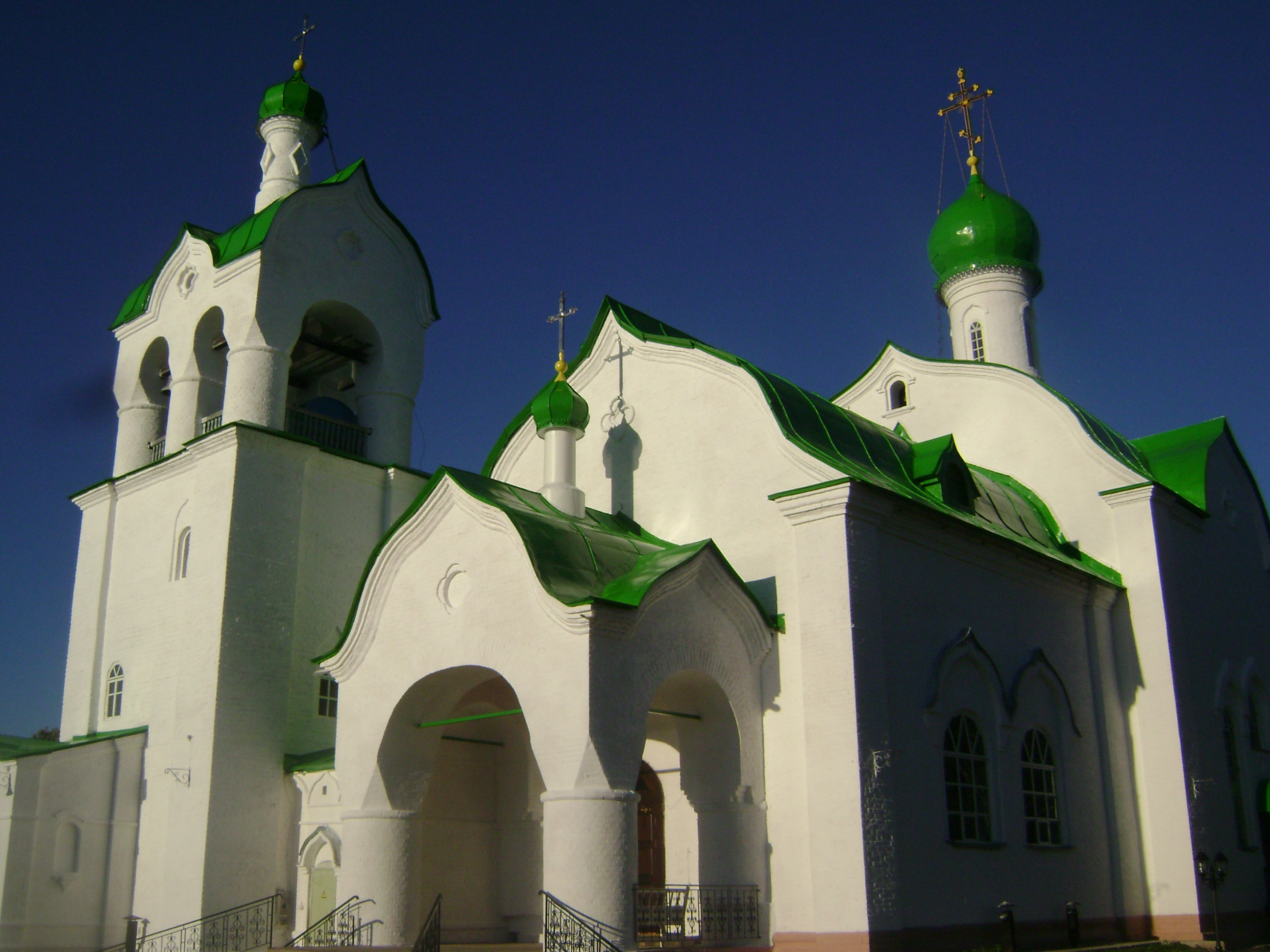
Троицкий собор
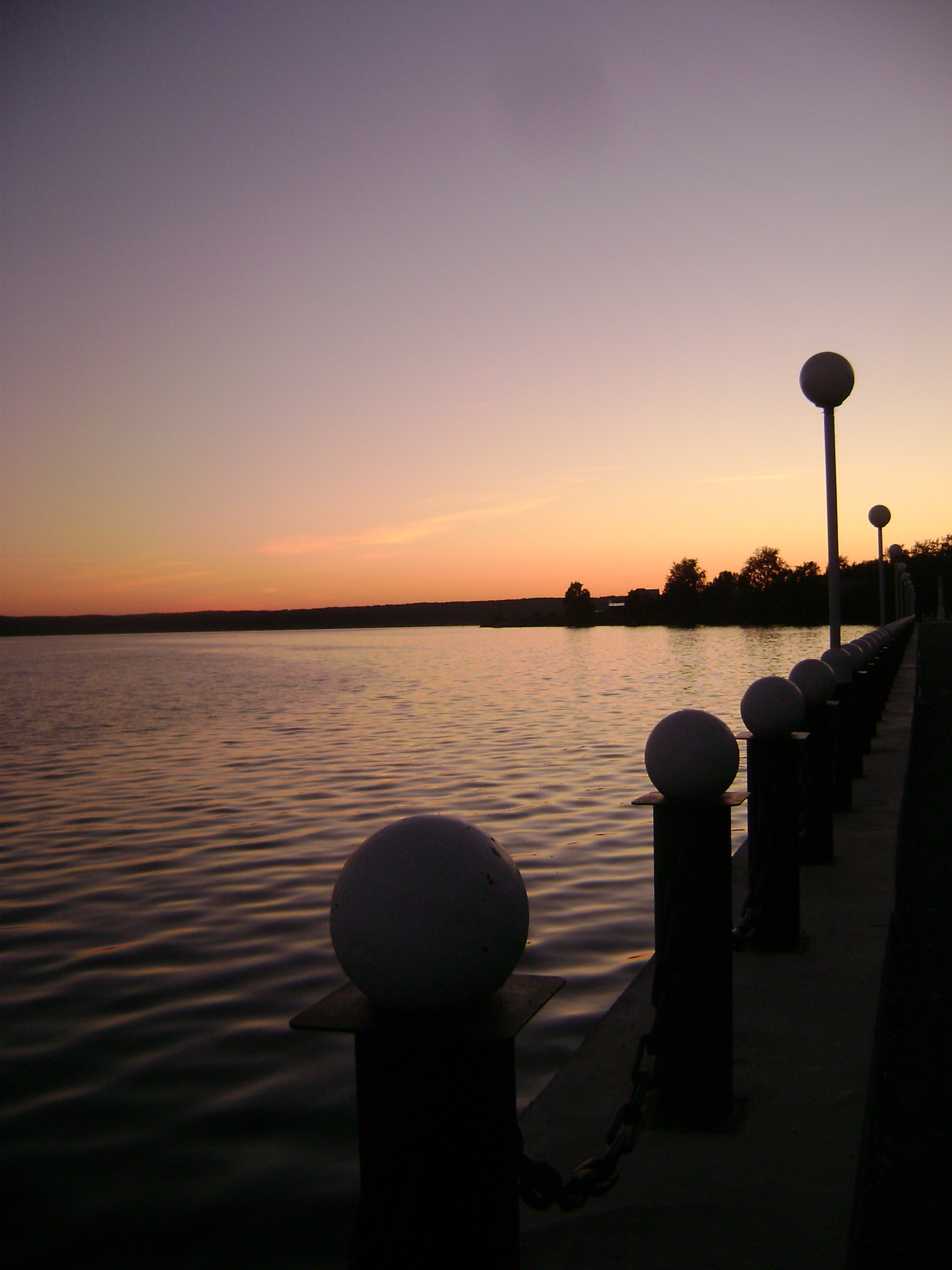
Омутнинский пруд
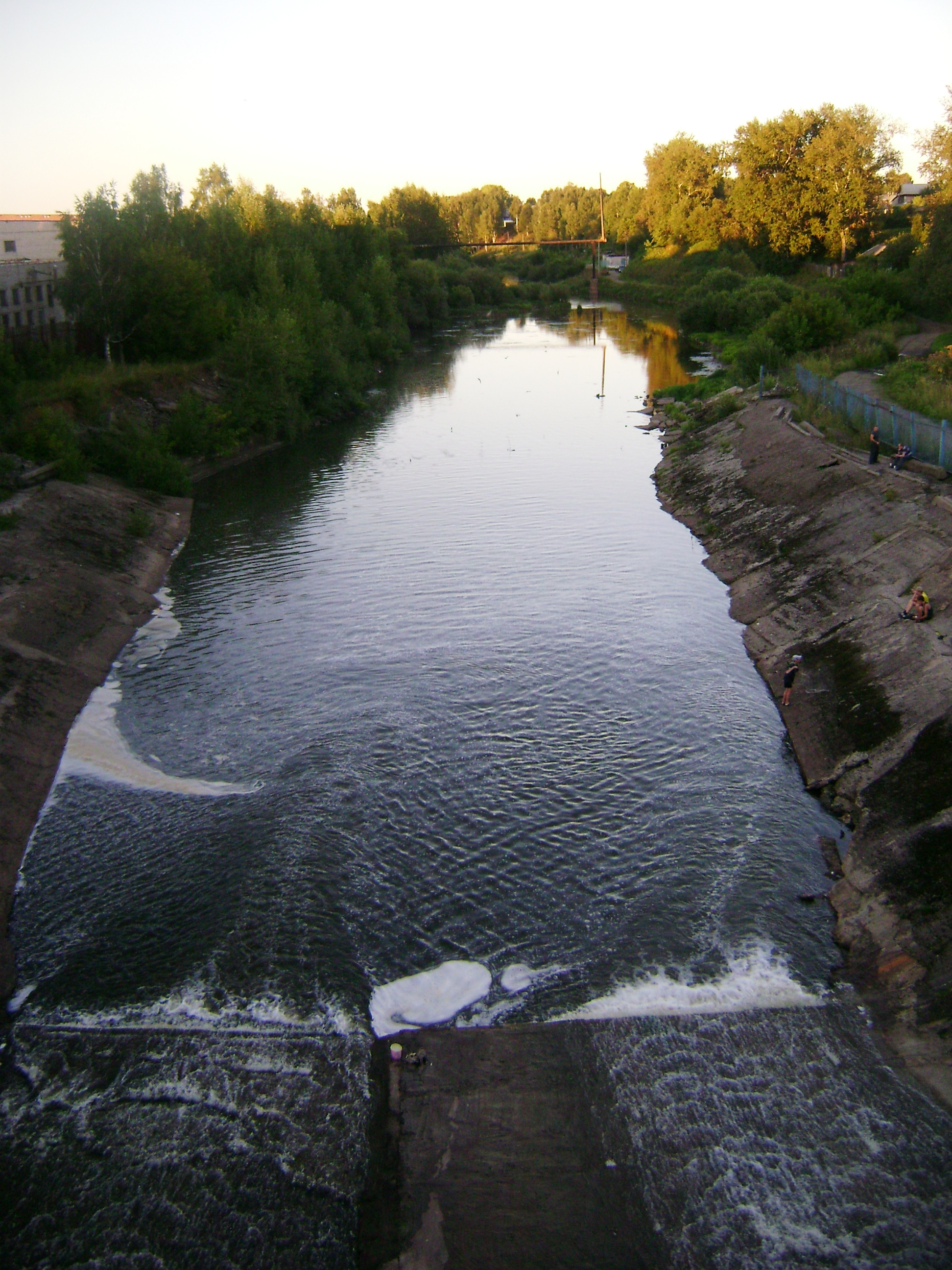
Слив плотины пруда
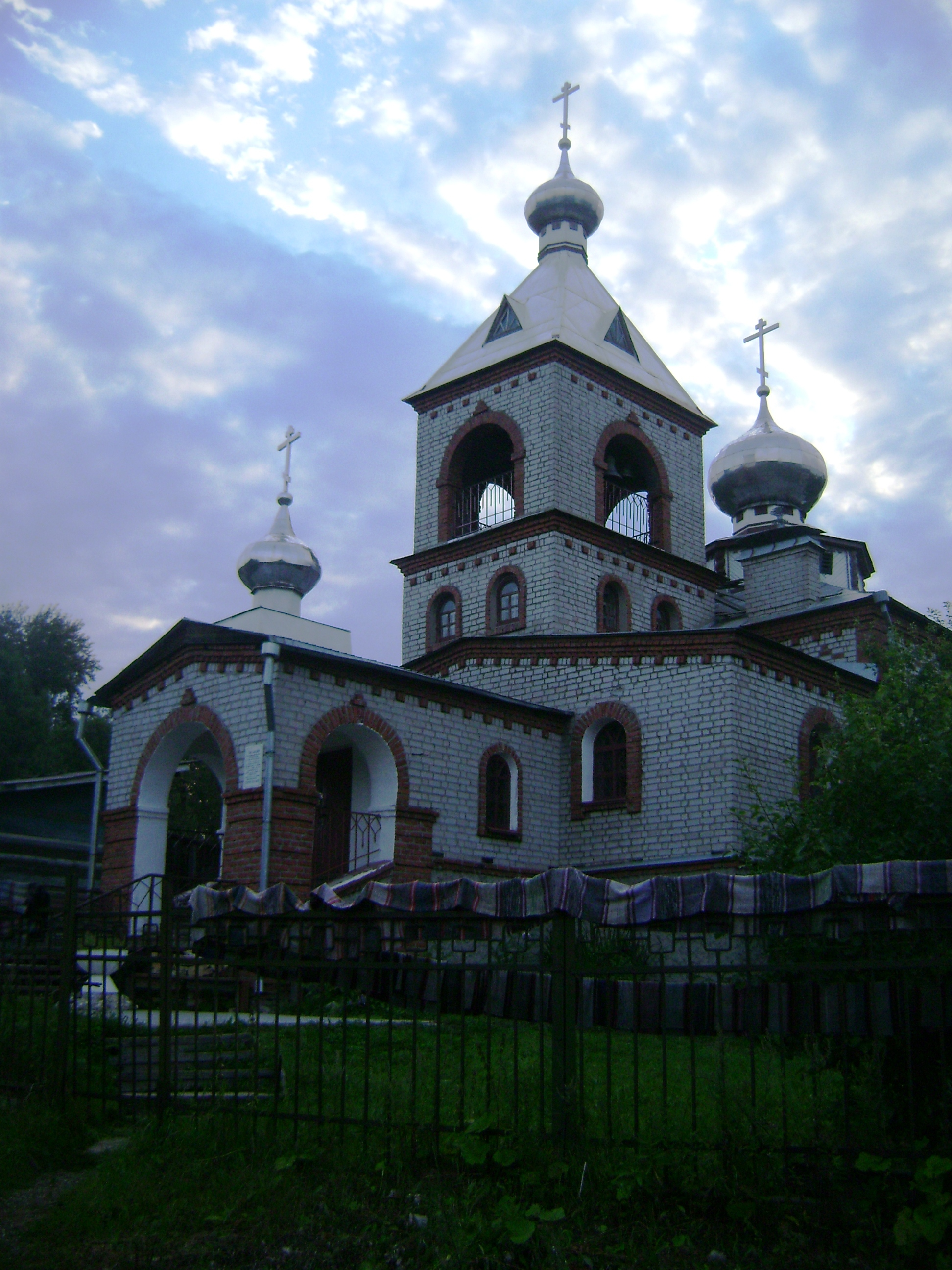
Восстановленная Покровская церковь
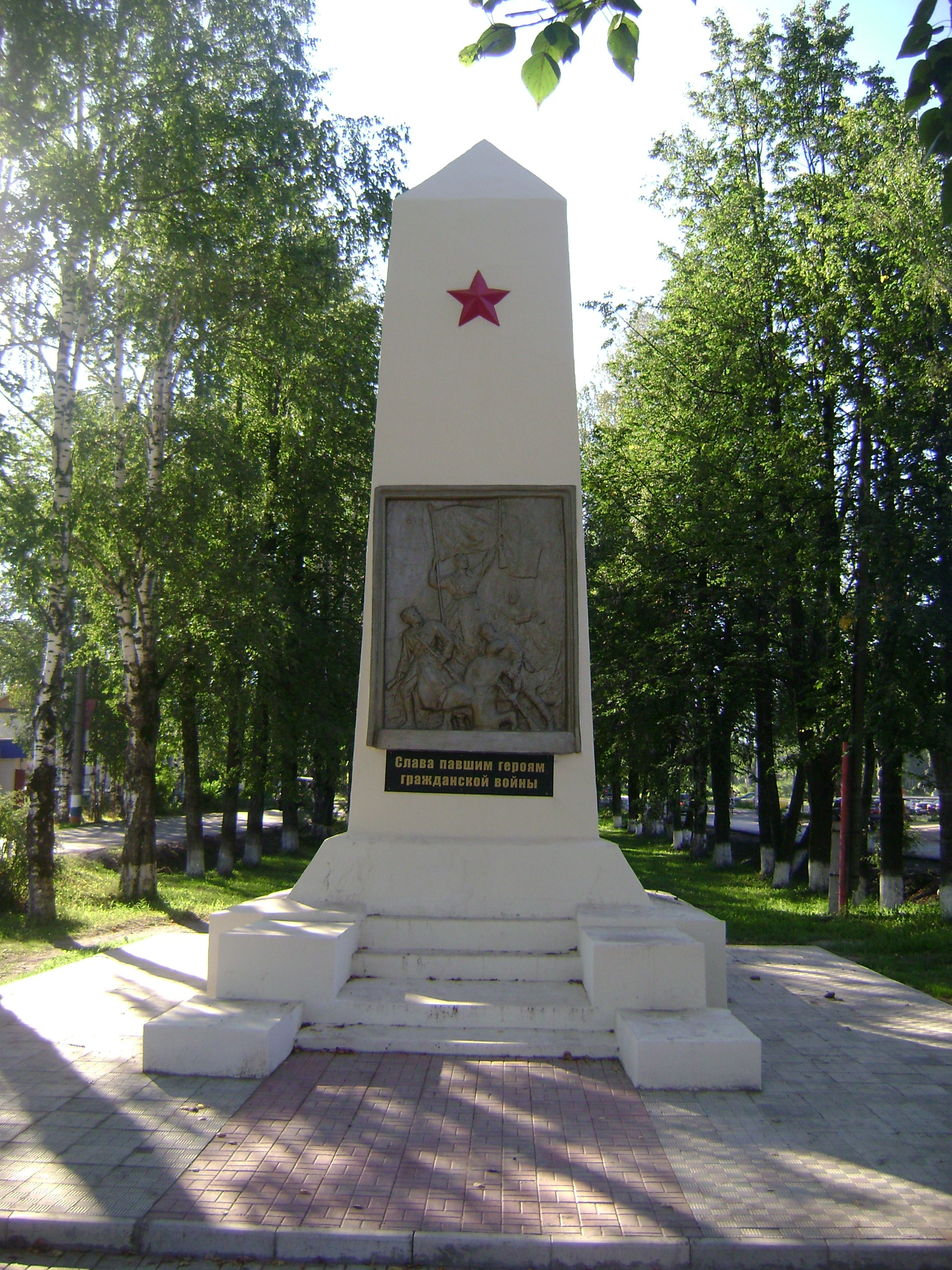
Памятник Героям Гражданской войны
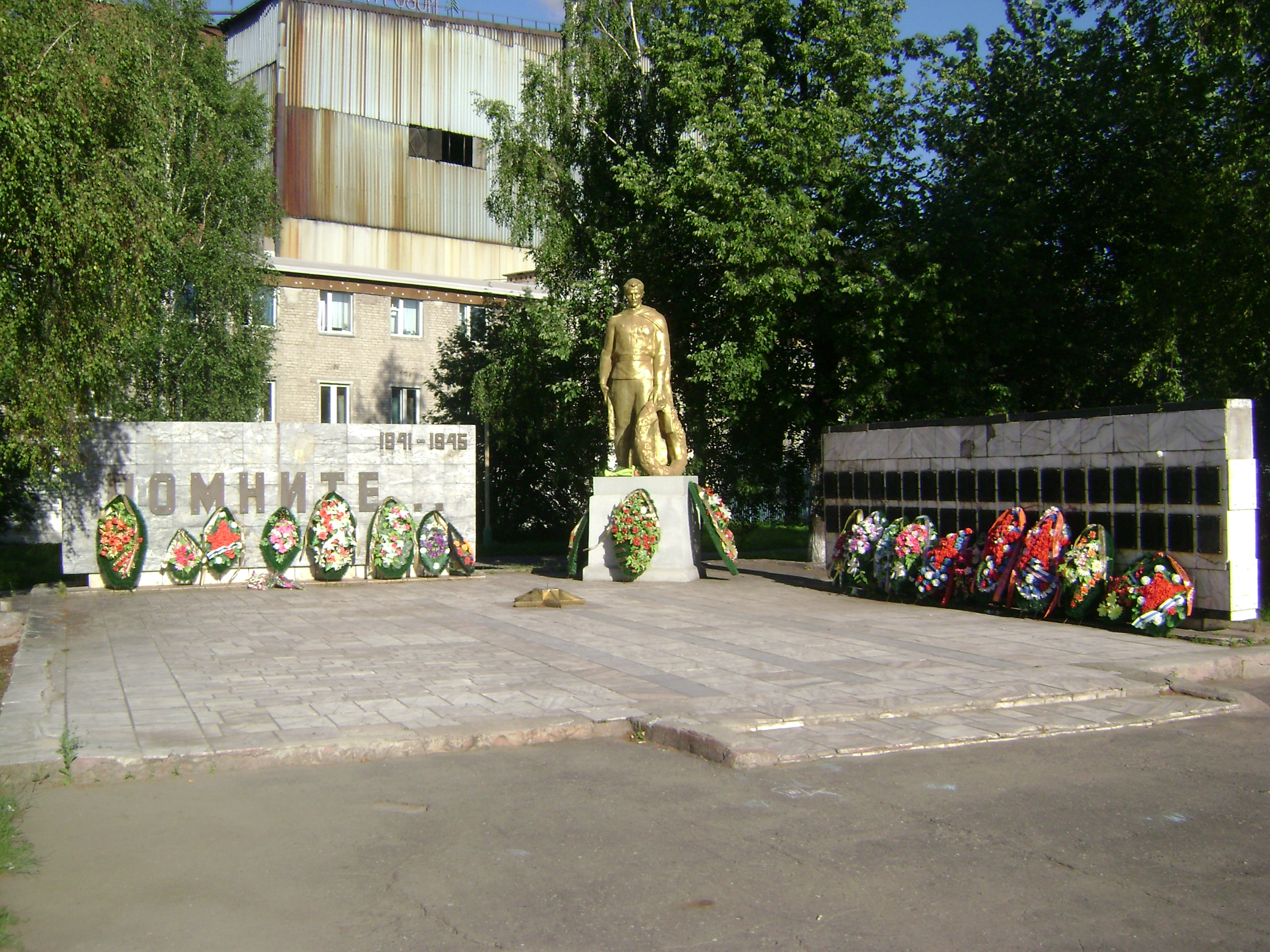
Воинский мемориал

## Известные люди
- Андрей Сергеевич Митяшин — российский военнослужащий, майор. Герой Российской Федерации.
- Скобов Юрий Георгиевич — чемпион XI Олимпийских игр в эстафете по лыжным гонкам 4×10 км в 1972 году в Саппоро, серебряный призёр чемпионата мира 1974 года в эстафете, неоднократный чемпион СССР (1972—1974 гг.)
- Чадаев, Яков Ермолаевич — советский государственный деятель, экономист, доктор экономических наук (1972).
- Тестоедов, Николай Алексеевич — генеральный конструктор и генеральный директор открытого акционерного общества «„Информационные спутниковые системы“ имени академика М. Ф. Решетнева», член-корреспондент Российской академии наук.